# Supa Strikas
Supa Strikas es un cómic con temática de fútbol, sobre el equipo de fútbol titular apodado "el más grande del mundo". A pesar de su enorme talento, los jugadores deben adaptarse en un juego donde ser el mejor es solo el comienzo, y donde la oposición siempre está llena de sorpresas. El cómic de Supa Strikas imprime 1,4 millones de copias al mes en 16 países. Supa Strikas también apareció en Caltex y Texaco como un anuncio.y es  A partir de 2019, la franquicia es propiedad de Moonbug Entertainment .
El patrocinador principal global del cómic es Chevron (las marcas Caltex y Texaco aparecen en la ropa de entrenamiento y entrenamiento de Supa Strikas), con otros patrocinadores principales como Visa, Guaranty Trust Bank y Henkel. Los patrocinadores asociados también aparecen según la región, incluidos Grassroot Soccer, Metropolitan Life, Spur SteakRanches, Visa, South African National Roads Agency y MTN, entre otros.
La exposición de los patrocinadores incluye tableros perimetrales en escenas de juegos, colocación / participación de productos (por ejemplo, el equipo a menudo come en KFC en la edición sudafricana ) y anuncios de página completa. Actualmente está patrocinado por KFC, Stimorol, Score Energy Drink, Checkicoast y Old Mutual en Sudáfrica ..

## Historia y desarrollo
Supa Strikas fue fundada por Andrew Smith, Oliver Power, Lee Hartman y Alex Kramer. La serie de cómics se publicó por primera vez en Sudáfrica en 2000, siguiendo el formato del cómic británico Roy of the Rovers . Posteriormente, la publicación se extendió a varios países del África subsahariana. Para 2002 publicaciones en los países vecinos de Namibia, Botsuana, Zambia . Pronto siguieron Nigeria, Kenia, Tanzania y Uganda..
El cómic recibe el patrocinio de varias empresas, incluidas Nike, Caltex y otras empresas sudafricanas. En consecuencia, las empresas patrocinadoras tienen los nombres de sus productos colocados en varios paneles.
La serie se basó en la vida de Thuthuka "Terry" Zwane, un niño del área de Soweto en Johannesburgo. Con la demanda del cómic cada vez más global, los personajes centrales de Supa Strikas siguieron siendo locales, pero un elenco más internacional creció a su alrededor, incluidos personajes de origen asiático, latinoamericano y europeo.[cita requerida]
Hoy, el cómic está disponible en África (Sudáfrica, Namibia, Botsuana, Zambia, Kenia, Uganda, Tanzania, Mauricio, Reunión, Nigeria, Ghana, Camerún y Egipto ); América Latina ( Colombia, El Salvador, Panamá, Brasil, Honduras y Guatemala ); Europa ( Noruega, Suecia, Finlandia ) y Asia ( Israel, Malasia y Filipinas).
El cómic también ha sido adaptado a una serie animada por Animasia Studios. La serie debutó en 2009 con 47 episodios, cada uno con aproximadamente 22 minutos de duración, y se emitió en regiones seleccionadas hasta 2010.
El equipo de fútbol titular se aventura por el mundo del fútbol en su intento por ganar el trofeo de la Superliga en su país, apodado en su estadio "Strikaland". En su camino por todo el mundo, el equipo explora las raíces del juego (desde México hasta China ), conoce a sus mejores jugadores pasados y presentes y se enfrenta a los entrenadores y jugadores más inescrupulosos de sus equipos rivales.
La historia se centra en el joven delantero del equipo, Shakes, a quien muchos creen que es el mejor delantero del mundo. Shakes y sus compañeros de equipo, sin embargo, consideran la aclamación como un mero comienzo. El legado global del juego y los jugadores que sueñan con ser coronados campeones de la Superliga significan que Shakes debe desafiarse constantemente a sí mismo para permanecer en la contienda. Como resultado, a menudo se encuentra encabezando la exploración del equipo de lo desconocido, ya sea una tierra extraña, una oposición extraña o un nuevo desafío de fútbol.
Las historias de Supa Strikas combinan humor (a menudo en la forma de un personaje Spenza como alivio cómico ), acción, tecnología y exploración en el contexto de un desafío de fútbol real. Las historias suelen ser mensajes de vida positivos que tratan de la autorrealización, el juego limpio, el trabajo en equipo y el respeto.

## Personajes

### Shakes
- El jugador ghanés lleva el dorsal 10 el futbolista de 16 a 17
- años ha sido muy buen futbolista y al jugar es rápido bueno con los pies.

### El Matador
- El atacante del equipo de España , mide 182 cm el jugador uruguayo lleva 5 años en el club ya a sus 27 años lleva 851 goles en la liga española

### Klaus
- Futbolista de 23 años. A metido en dos temporadas 113 goles en liga el media punta tirando pa delantero es una de las perlas de strikalandia.

### Dancing Rasta
- El capitán jamaicano del Supa Strikas y un alpinista experimentado. Lleva el número 9. Sus habilidades de capitanía se ponen a prueba cada vez que hay alguien como Dooma o Johann Uber de otros equipos. Es muy educado y no puede dañar a nadie sin o incluso con una causa. La mayoría de los fanáticos creen que es el mejor capitán de la Superliga. Es muy motivador.

### Big Bo
- El vice-capitán de Supa Strikas, lleva el número 1. Es conocido como el mejor portero, ya que puede superar a De Los Santos, en la Superliga. Es de Middleton, Texas en Estados Unidos, y Dawson se niega a aceptar la disculpa de Bo y se obsesiona por vengarse de él.

### Twisting Tiger
- Twisting Tiger es un extremo y mediocampista diestro. Anteriormente jugó en el Nakama FC. Es un jugador nacido en Japón que viste la camiseta número 16. Tiene tiros muy precisos y es conocido por ser uno de los mejores jugadores de Supa Strikas. Twisting Tornado es su movimiento característico. Twisting Tiger aprendió el estilo del fútbol japonés de su exentrenador Ura Giri. Su excompañero de equipo Miko Chen (del Nakama FC) es como un hermano para él. Se sabe que Tiger es el jugador más rápido en el campo. Su fútbol es definitivo cuando se acerca a todos los jugadores. Él cree que su amuleto de la suerte les ayuda a superar sus partidos. Se rompió los brazos por lo que ahora se lo ve con vendas alrededor.

### Cool Joe
- Es conocido como el "rey de los cruces", ya que sus bien estimados cruces y su técnica han ayudado al equipo a marcar muchos goles. Él también tiene un don para la música disco, acreditando un disco por dar su "ritmo" en el juego y también ser dueño de un club de discoteca conocido como Cool Joe's. Lleva la camiseta con el número 7. Tiene sus cuatro giros característicos que son impredecibles en el campo. El quinto giro "el sacacorchos" es muy diferente al resto, fue desarrollado por un campeón de tenis de mesa, Chill John.

### North Shaw
- Un jugador australiano que es un defensor de primera opción con Blok. Lleva el asombroso número 8. Es el jugador cuya personalidad se describe como un tipo surfista, dueño de una tienda en la playa y montando olas 'retorcidas'. Tiene un afro rubio y cejas. Su movimiento clave es 'The Slide'. También tiene una relación de amigos con Líquido.

### Blok
- Se le conoce como tal por ser capaz de "bloquear" muy bien el balón. También es un muy buen defensor, pero solo habla su lengua materna. Sin embargo, entiende inglés. Es de Brislovia (llamado así por Bratislava y Eslovaquia). Su número es el 55.

### ojo de águila
- Un defensa que puede ver cualquier cosa desde una milla de distancia y, por lo tanto, capaz de marcar goles desde la distancia, de ahí el apodo. Aparece en algunos episodios. Lleva el número 4.

### Tah
- Centrocampista suplente de Blok o Eagle Eye. Lleva el número 3
- El jugador más grande de todos en sus 17,18,o 20
- años

### Lankey
- Es un delantero suplente de origen inglés. Es muy alto y flaco, además de que posee una gran capacidad de cabazeo, Lleva el número 23.

### Griz
- Defensa suplente de North Shaw. Tiene tendencia a vomitar por miedo o nerviosismo en partidos de un ambiente tenso. Tiene el pelo anaranjado y, a veces, usa una diadema. Lleva el número 6.

### Noah Murdoch
- Es el portero suplente de Big Bo, lleva el número 13. Rara vez se le ve cuando Big Bo se lesiona o se va.

### Aldo
- Delantero suplente. Lleva el número 19. Aldo es hermano de Riano del Barka FC y rara vez se le ve.

### Carlos Rodríguez
- Entrenador joven solo tiene 44 años ha entrenado a Barca atletic en 2016-2017 a iron tank b 2018 - 2020 y a  2021 - 2023 gonito

#### Antonio Gonzalez
- 2 entrenador de supa strikas mejor amigo de Carlos Rodríguez

#### Albert
- Albert es el mayordomo leal de Big Bo. Hace una aparición menor en "Big Bo Lockdown", pero en "Big Bo to Go" y "Scare Tactics", hace una aparición importante donde ayuda al protagonista.

#### Supa Fran - Nombre real: Francheska
- Supa Fran es un personaje secundario en siete episodios. Parece ser una gran fan de El Matador, Dancing Rasta, y también parece ser la novia de Spenza. Solo aparece en los episodios "El sonido del silencio", "El día de Dooma", "El hombre 12", "Propiedad caliente", "Con fans como estos", "Saludos desde Sunny Feratuvia" y "The Crunch", pero ella tiene un papel principal en cada episodio, excepto en "Hot Property" y "The Crunch", que solo tiene un papel menor. Su verdadero nombre es Francheska.

#### Mac
- Mac es un comentarista argentino de la SuperLiga. Suele actuar como loco e inmaduro, y es un gran admirador de Supa Strikas. Aparece en todos los episodios.

#### Brenda
- Co-comentarista de Mac que tiene una mentalidad equilibrada pero que también se une a la locura de vez en cuando. Ella aparece en todos los episodios de la temporada 2. Brenda es una comentarista portuguesa de la Superliga.

## Formación
Supa Strikas juega con 10 hombres relevantes en el equipo con el once desconocido. Su formación es 2-4-2
Titulares
Big bo(1) Nort shaw (8) Blok(55) Rasta(9) rizo(3) tigre tornado (16) cool joe(7) Shakes(10) El matador(20)
Suplentes
Noha(13) Hugo(30)  ojo de águila (4) Griz (6) David(28) Klaus(2) Sergio(29) Dylan (35) lankey(23) Aldo (19)

## Equipos
Estos son los equipos que representan a cada país de cada continente en la serie Supa Strikas. Los equipos incluyen:
Supa Strikas : El equipo principal que representa Sudáfrica, aunque la alineación de la lista de jugadores del equipo se está volviendo cada vez más internacional. Actualmente se les llama el "Mejor equipo del mundo". Sus delanteros líderes son Shakes y El Matador, su capitán es Dancing Rasta, su vice capitán y portero es Big Bo y su entrenador es Coach, quien fue una leyenda del juego. Su estadio se llama "Strikaland", su partido en casa. La capacidad del estadio 80.000.
Invincible United : El principal antagonista, el equipo también representa Sudáfrica y es de origen italiano (que se puede ver desde el estadio diseñado como el Coliseo de Roma). Son rivales de Supa Strikas. Son los más malos, también de los mejores, los más fuertes y los más deshonestos de la Superliga. Su entrenador es Vince y su delantero principal y capitán es Skarra (quien una vez fue el mejor amigo de Shakes hasta que Shakes se clasificó para el equipo Supa Strikas, mientras que Skarra no lo hizo). En el episodio 39 de la temporada 3 y desde la temporada 5 hasta ahora, Skarra es reemplazado por Dooma como el capitán. Otros jugadores nombrados del equipo son Automatic, conocido por sus poderosos saques de banda, Dingaan, que es el principal defensor, Snake y su portero, la Web. Invincible United también es conocido por jugar sucio. Su estadio de casa se llama "The Vice". La capacidad del estadio 60.000.
Sa Ming United : El equipo que representa a China . Tienen una pequeña aparición en 'Communication Blok' y algunos otros episodios. A menudo se considera que están entre los equipos débiles. Su delantero líder es Sa Ma Wee. Sa Ma Wee es un futbolista surcoreano.
Sultanes : el equipo que representa a los Emiratos Árabes Unidos . Los sultanes firmaron trillizos. Su antiguo delantero principal y sus jugadores estrella fueron el 'Amal 3 y el nombre del delantero principal Aziz, Akbar, Alam. Amal 3 es el mejor futbolista más caro de la superliga. Su actual delantero líder y capitán es Zoom Zahir. Otros jugadores incluyen a Eduardo, Alam, Aziz, Erikson y su portero, Fast Farouk. Su entrenador es Sheikh Ali Zaman. El equipo también es conocido por engañar a las personas para que participen en juegos y competencia injustos, aunque no es común. Su estadio local es el Goliath Stadium. El estadio del oasis palace tiene capacidad para 95.000 y el estadio goliath para 15.0000.
Coloso : El equipo que representa a Grecia . Su entrenador es Nick Kickalopolous. Su principal delantero es Demitrius. Otros jugadores incluyen a Semus, Parseus, Hermes, Achilles y su portero, Titán. Su estadio es el Estadio Olympii.
Orion : El equipo que representa a Francia . Su delantero líder es Andre Meda. Otros jugadores incluyen a Max y Stax Spacek, Ben Schwarma, Niell Sagan y su portero, D'etoile Phinus. La especialidad del equipo es el juego aéreo. Su entrenador, el profesor Black, está loco por la exploración y observación del espacio. Su estadio local se llama "La Soccersphere", equipo que se está entrenando en el espacio. Orion FC local ubicado en París. La capacidad del estadio 65.000.
Hydra : El equipo que también representa a Francia . Se les conoce como el equipo más rápido de la Superliga. Su estadio flota en medio del mar. Su entrenador es el entrenador Del Aqua. Su centrocampista líder es Líquido. El nombre de su capitán es Skipper. El nombre de su portero es The Plug. El equipo también se destaca por utilizar tecnologías en los partidos, principalmente para controlar el estadio hasta las esquinas que necesita, por lo que califica como trampa. Otros jugadores conocidos del equipo incluyen a Shane Fin, Ripple White y Joe Mamoa. Su estadio se llama "Estadio Flotante" porque se mueve bajo los mares. La capacidad del estadio 69.000.
```
: El equipo que representa a 
Rusia
 . Este equipo ha sido mencionado solo una vez, durante el partido contra Azul en 'Communication Blok'. Este equipo es muy desconocido y aún hay episodios sobre la reunión de Supa Strikas con este equipo.
```

Cosmos : El equipo que representa a Las Vegas, Estados Unidos . Su entrenador es Buddy Watkins. Sus protagonistas son Ninja y Bolo. Se les considera un equipo medio. Otros jugadores conocidos del equipo incluyen a Emilio, el capitán del equipo, Scissors, Jag y su portero, Keller, Airborne, Scorpion. Su estadio se conoce como 'El Universo'.
Palmentieri : El equipo que representa a Brasil . Su principal delantero y capitán es Don Aldo. Su portero es Julio y otros jugadores conocidos son Rick, Cruz, Melo y Felipe. Su jugador legendario es Edwin, quien en episodios posteriores es visto como su entrenador. Su estadio local es el Ramba Stadium. La capacidad del estadio 10,0000.
Azul : El equipo que representa a México . Su mejor jugador y capitán es De Los Santos, el portero. Otros jugadores incluyen a Tomás, Santiago, Pablo, Estévez y Leonardo. Su mánager es Honcho Gómez. Su casa se llama "Estadio Azteca".
Barka FC : El equipo que representa a España . Su principal delantero y capitán es Riano, un jugador justo y honesto. Su estadio está en Barcelona que se llama "Faux Camp". Sus jugadores legendarios son Golare (llamado así por Pep Guardiola ) y El Ariete, que ahora es entrenador de cabezazos. Otros jugadores conocidos del equipo son Enrique, Jordi, Méndez, Paulo y su portero, El Barerra. La capacidad del estadio Barka 58.000.
Iron Tank FC : el equipo que representa a Alemania . El equipo está compuesto por miembros activos de la Bundeswehr . Su entrenador es el coronel Von Pushup, su defensor principal y capitán es Johann Uber, su delantero principal es Thor, su mediocampista principal es Von Eye y su portero es 'The Mangler'. Su estadio está ubicado en las montañas, de ahí que se le llame el estadio más alto del mundo. También son tramposos, y este equipo es el tercero más fuerte detrás de Supa Strikas e Invincible United. Los otros jugadores conocidos del equipo incluyen a Ja Nein, que es un experto en tecnología e incluso engaña e hipnotiza a sus compañeros de equipo y Erin, la jugadora suplente del equipo. Su estadio local se llama "Fortress Stadium", el tercer estadio más grande después de Strikaland y Goliath Stadium. La capacidad del estadio 75.000. El estadio ubicado en Múnich.
Nakama FC : El equipo que representa a Japón . El equipo está compuesto por practicantes de Karate y Ninjutsu. Su entrenador es Ura Giri. Su delantero líder es Miko Chen. Este también es el antiguo equipo de Twisting Tiger. Si bien el equipo es bastante limpio, su entrenador Ura Giri es un tramposo bien conocido. Otros jugadores conocidos del equipo incluyen a Yugiro, Shinji, Keita, Kylo y su portero, Kendo, Eddy Nakamura, Enzo Honda, Goji Ao. Su estadio más grande se llama "Estadio Ga Shuku". La capacidad del estadio 70.000.
FC Technicali : El equipo que representa a Los Ángeles, Estados Unidos . Su entrenador es Toni Vern. Su delantero y capitán principal es Chuck T. Chipperson, John J. Johnson Jr. es su mediocampista principal y Benedict B. Bradley es su portero. El equipo usa principalmente tecnología en el juego y también es uno de los mayores tramposos de la Superliga, solo superado por Invincible United. Otros jugadores conocidos del equipo incluyen a Thaddeus Tarrington the Third, Kyle Kowalski y Rocky George. Su estadio local se llama "Estadio Técnico" o como dijo el comentarista, The Hub.
Grimm FC : El equipo que representa a Rumanía Su entrenador es el entrenador Belmont. Su leyenda es Spike "Awesome" Dawson, que es de Estados Unidos. Su principal mediocampista y capitán es Vladimir Savich, que es de Serbia . Se sabe que este equipo es uno de los mayores tramposos de la liga y, a menudo, usa trucos de Halloween para asustar a los otros equipos. Otros jugadores conocidos del equipo incluyen a Scully Molder, Bones Jones, Rip Staples, Sloan Wolff y su portero, Franklin Stein. Su estadio de casa se llama "El Caldero". Su posesión más preciada es un libro llamado Tactanomicon, escrito por los entrenadores anteriores de Grimm FC. La capacidad del estadio 40000.
FC Cognito : El equipo que representa a Inglaterra. Su delantero principal es el Judge Caleb. Judge Caleb es futbolista inglés. Otros jugadores incluyen a Archie Tipp, Rory Shanks, Karl Young, Udi Pass y su portero, Pavlov Jashin. Su entrenador es In-Yo, el único equipo en la superliga que tiene un entrenador femenino, In-Yo tiene una experiencia pasada agridulce con el mediocampista de Supa Strikas Twisting Tiger y su excompañero de equipo Miko Chen. Su estadio es The Headquarters. Han aparecido en dos episodios hasta ahora, que son 'Hot Property' y 'Mind Over Matador'. El estadio está ubicado en Mánchester. La capacidad del estadio 75.000.
Littleton FC : el antiguo equipo de Big Bo. Solo aparecieron en dos episodios que son 'Big Bo To Go' y 'Own Ghoul'.
FC All Star : Un equipo de estrellas formado por todos los jugadores líderes de los equipos a los que se ha enfrentado Supa Strikas hasta ahora. El capitán de su equipo es Skarra. Este equipo solo apareció en el episodio final de la temporada 2, Bringing Down the House .